# Амар-Суэн

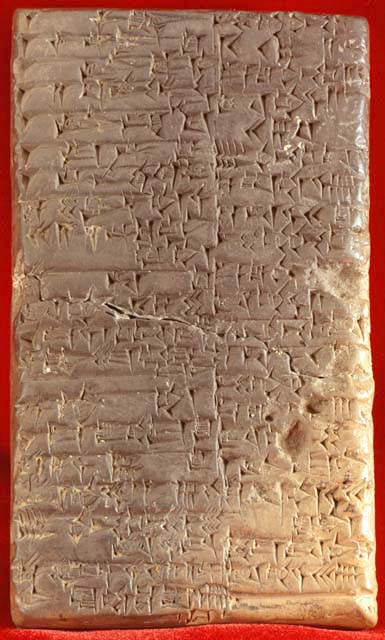
Клинописная табличка из коллекции Киркора Минасяна в Библиотеке Конгресса. 6 год царствования Амар-Суэна между 2041 и 2040 до н. э.

Амар-Суэн, или Амар-Син — царь Ура, царь Шумера и Аккадa, правил приблизительно в 2046—2037 годах до н. э., из Третьей Династии Ура.

## Царствование
Сын Шульги. Документы свидетельствуют о том, что Амар-Суэн был энергичным и мужественным правителем, продолжавшим политику своего отца. Так же как и его отец он был обожествлён при жизни. А своих надписях он называет себя «богом, дающим жизнь стране» или «богом, солнцем (то есть судьёй) страны». При нём, как и при Шульги, строились храмы и дворцы, развивалась торговля и ремёсла, царь-бог назначал высших государственных и храмовых сановников. На 2-м году своего правления (ок. 2044 г. до н. э.) Амар-Суэн восстановил коллегиальный суд, возможно из старейшин. Иногда в нём принимал участие и глава общинного совета (аба-уру, букв. «отец города»).
Вместе с тем для того, чтобы удержать в своих руках завоевания своего предшественника ему приходилось вести многочисленные войны. На 2-м году своего правления (ок. 2044 г. до н. э.) Амар-Суэн подавил восстание в Урбиллуме (Арбелах) и разрушил этот город. На 6-м году (ок. 2040 г. до н. э.) было подавлено восстание в Шашруме (Ашшуре). Наместником Ашшура был назначен некий Зарикум, оставивший надпись в которой он называет себя слугой Амар-Суэна и просит у богов долгих лет жизни для своего господина. На 7-м году (ок. 2039 г. до н. э.) Амар-Суэн захватил город Хухнури в Эламе. Амар-Суэн привлекал в больших количествах на службу в войско наёмников — эламитов и амореев; последних было особенно много в царской армии.
Амар-Суэн, видимо, скончался от укуса скорпиона, который забрался в его обувь. 

«Амар-суэн уменьшил подношения волов и овец на праздновании Акиту в Эсагиле. Было предсказано, что его забодает вол, однако умер он от „укуса“ своей обуви».— Хроника Вейднера (ABC 19)
Согласно Царскому списку и Списку царей Ура и Исина Амар-Суэн правил 9 лет, хотя один из вариантов списка (Su3+Su4) даёт версию в 25 лет.

## Список датировочных формул Амар-Суэна
|                            | |
| 1 год 2046 / 2045 до н. э. | a Год, после года, когда Харши и Кимаш были уничтожены AnOr 13 24 1a mu us2-sa ha-ar-sziki u3 ki-maszki ba-hul b Год, когда Амар-Суэн стал царём AnOr 13 24 1b mu damar-den.zu lugal-am3 |
| 2 год 2045 / 2044 до н. э. | a Год, после года, когда Амар-Суэн [стал] царём UDT 62 mu us2-sa damar-den.zu lugal b Год, когда царь Амар-Суэн уничтожил Урбилум AnOr 13 24 2b mu damar-den.zu lugal-e ur-bi2-lumki mu-hul |
| 3 год 2044 / 2043 до н. э. | a Год, после года, когда царь Амар-Суэн уничтожил Урбилум AnOr 13 24 3a mu us2-sa damar-den.zu lugal-e ur-bi2-lumki mu-hul b Год, когда царь Амар-Суэн сделал великолепный трон на радость Энлилю AnOr 13 24 3b mu damar-den.zu lugal-e dgu-za mah den-lil2-la2 sza3 hul2-la in-dim2 |
| 4 год 2043 / 2042 до н. э. | a Год, после года, когда великолепный трон был сделан на радость Энлилю AnOr 13 24 4a; BM 28202 mu us2-sa dgu-za mah / sza3 hul2-la den-lil2-la2 ba-dim2 b Год, когда Эн-мах-галь-Ана Enmahgalanna, верховная жрица (энту) Нанна была выбрана AnOr 13 24 4b mu en-mah-gal-an-na en-dnanna ba-hun-ga2 c Год, когда Эн-мах-галь-Ана была выбрана с помощью предзнаменования, как верховная жрица Нанна NBC 286 mu en-mah-gal-an-na en-dnanna masz2-e i3-pad3 d Год, когда верховная жрица Нанна Амар-Син-рa-киаг-Ан («Амар-Син возлюбленный Аном») была выбрана с помощью предзнаменования mu en-dnanna damar-den.zu-ra-ki-ag2-an-na masz2-e i3-pad3 |
| 5 год 2042 / 2041 до н. э. | a Год, после года, когда Эн-мах-галь-Ана была выбрана как верховная жрица Нанна Nik 4 452 mu us2-sa en-mah-gal-an-na en-dnanna ba-hun b Год, когда Эн-уну-галь-Ана Enunugalanna был выбран как верховный жрец (эн) Инанны в Уруке TRU 49; NBC 10549 mu en-unu6-gal-an-na / en-u3-nu-gal-an-na en-dinanna unugki-ga ba-hun |
| 6 год 2041 / 2040 до н. э. | a Год, после года, когда Эн-уну-галь-Ана был выбран как верховный жрец (эн) Инанны в Уруке AnOr 13 27 6a mu us2-sa en-unu6-gal-an-na en-dinanna unugki-ga ba-hun b Год, когда царь Амар-Суэн уничтожил Шашрум во второй раз и Шурудхум AnOr 13 27 6b mu damar-den.zu lugal-e sza-asz-ru-umki a-ra2 2-kam u3 szu-ru-ud-hu-umki mu-hul |
| 7 год 2040 / 2039 до н. э. | a Год, после года, когда Шашрум был разрушен AnOr 13 28 7a mu us2-sa sza-asz-ru-umki ba-hul b Год, когда Амар-Суэн уничтожил Витум-рабиум Bitum-rabium, Ябру Jabru, их территории и Хухнури Huhnuri AnOr 13 28 7b mu damar-den.zu lugal-e bi2-tum-ra-bi2-umki i3-ab-ruki ma-da ma-da-bi u3 hu-uh2-nu-riki mu-hul |
| 8 год 2039 / 2038 до н. э. | a Год, после года, когда Хухнури был разрушен AnOr 13 29 8a mu us2-sa hu-uh2-nu-riki ba-hul b Год Ennungalanna / Ennune-kiag-Амар-Син, был установлен как ан-жрица (Энки в) Эриду AnOr 13 29 8b mu en-nun-gal-an-na / en-nun-e-damar-den.zu ki-ag2 en eriduki ba-hun c Год (Ennune-kiag-Амар-Син) Ennune-любимого (из Амар-Суэн, был установлен как ан-жрица Энки в Эриду) BM 26588 mu en-nun-ne2-ki-ag2 |
| 9 год 2038 / 2037 до н. э. | a Из года в год (Ennune-kiag-Амар-Син) Ennune-любимого (из Амар-Суэн, был установлен как ан-жрица Энки в Эриду) Year after the year (Ennune-kiag-Amar-Sin) Ennune-the beloved (of Amar-Sin, was installed as en-priestess of Enki in Eridu) BM 26588 mu us2-sa en-nun-ne2-ki-ag2 b Год за годом, в котором ан-жрица (Энки) в Эриду был установлен Year after the year in which the en-priestess (of Enki) in Eridu was installed AnOr 13 29 9a mu us2-sa en eriduki ba-hun-ga2 с Год En-Нанна-Амар-Син-kiagra, был установлен уже в третий раз, как ан-жрица Нанна из Gaesz / из Karzida Year En-Nanna-Amar-Sin-kiagra, was installed for the third time as en-priestess of Nanna of Gaesz / of Karzida AnOr 13 30 9b mu en-dnanna-damar-den.zu-ki-ag2-ra en-dnanna ga-eszki / kar-zi-daki-ka a-ra2 3-kam ba-hun |

| III династия Ура       |                                                                      |                   |
| Предшественник: Шульги | царь Ура, царь Шумера и Аккада ок. 2046—2037 до н. э. (правил 9 лет) | Преемник: Шу-Суэн |